# Doutrina dos frutos da árvore envenenada
A doutrina dos frutos da árvore envenenada (em inglês, “fruits of the poisonous tree”) é uma metáfora que faz comunicar o vício da ilicitude da prova obtida com violação a regra de direito material a todas as demais provas produzidas a partir daquela. Aqui tais provas são tidas como ilícitas por derivação. É o caso, por exemplo, da obtenção do local onde se encontra o produto do crime através da confissão do suspeito submetido à tortura ou realização de escutas telefônicas sem mandado judicial.

## Origens
A nomenclatura surgiu de um preceito bíblico, onde uma árvore envenenada jamais dará bons frutos.
Em Mateus:
| “ | «Guardai-vos dos falsos profetas, que vêm a vós com vestes de ovelhas, mas por dentro são lobos vorazes. Pelos seus frutos os conhecereis. Colhem-se, porventura, uvas dos espinheiros, ou figos dos abrolhos? Assim toda a árvore boa dá bons frutos, porém a árvore má dá maus frutos. Uma árvore boa não pode dar maus frutos, nem uma árvore má dar bons frutos. Toda a árvore que não dá bom fruto, é cortada e lançada no fogo. Logo pelo seus frutos os conhecereis.» (Mateus 7:15–20) | ” |

Em Lucas:
| “ | «Não há árvore boa que dê mau fruto; nem tampouco árvore má que dê bom fruto. Pois cada árvore se conhece pelo seu fruto. Os homens não colhem figos dos espinheiros, nem dos abrolhos vindimam uvas. O homem bom do bom tesouro do seu coração tira o bem, e o homem mau do mau tesouro tira o mal; porque a sua boca fala o de que está cheio o coração.» (Lucas 6:43–45) | ” |

A lógica da terminologia é a de que se a fonte da evidência (ou a própria evidência), ou seja, a "árvore" estiver contaminada, então tudo que for coletado (os "frutos") estará contaminado também.
A teoria tem origem na Suprema Corte dos Estados Unidos, no caso Siverthorne Lumber Co. vs. United States, em 1920, com o objetivo de coibir as provas ilícitas por derivação, a corte passou a proibir as provas lícitas contaminadas por ilegalidade. A prova ilícita por derivação consiste naquela prova que, à primeira vista parece ser lícita, porém, tem seu surgimento através de uma prova ilícita anterior, ou seja, prova contaminada (derivada) por um meio de ato ilícito ou ilegal de obtenção.
O caso Siverthorne Lumber Co v. United States tratava-se de uma empresa que sonegava pagamento de tributos federais, foi então que agentes federais copiaram irregularmente os livros fiscais desta empresa como prova da fraude. Chegando-se tal fato ao conhecimento da Suprema Corte, surgiu o questionamento se os atos ilegais poderiam ser admitidos no processo como provas.
Concluindo a Suprema Corte que se admitido tal fato, admitir-se-ia então a utilização de atos ilegais para produção de provas, estimulando os órgãos policiais a descumprirem a 4ª Emenda Constitucional, decidindo então pela inadmissibilidade das provas ilícitas. Porém este caso apenas dá início à "doutrina dos frutos da árvore envenenada", e é somente no ano de 1939, no caso Nardone v. United States, que pela primeira vez há referência expressa ao termo “fruits of the poisonous tree”.
Porém esta não é uma teoria absoluta, cabendo duas hipóteses de exceção para a admissibilidade das provas obtidas a partir de atos ilícitos, a primeira é “independent source” - fonte independente, ocorre se a relação entre a ação ilegal e a prova obtida for muito tênue; e a segunda é “inevitable discovery”- descoberta inevitável, ocorre quando a prova decorrente da ilícita pudesse ser inevitavelmente descoberta por outro meio legal, já que um fato pode ser objeto de várias provas, sendo estas ainda independentes entre si.
A doutrina é originária na realidade do princípio da regra de exclusão, “exclusionary rule”, baseado na 5ª Emenda Constitucional e do princípio do devido processo legal do direito norte-americano, que dispõe não ser admitida no processo qualquer prova que fira os direitos constitucionais do réu.